# NGC 4792
NGC 4792 é uma galáxia lenticular (S0) localizada na direcção da constelação de Corvus. Possui uma declinação de -12° 29' 48" e uma ascensão recta de 12 horas, 55 minutos e 03,6 segundos.
A galáxia NGC 4792 foi descoberta em 1882 por Ernst Wilhelm Leberecht Tempel.